# Rotan (Texas)
Pour les articles homonymes, voir Rotan.
Rotan est une ville située au nord-ouest du comté de Fisher, au Texas, aux États-Unis,.

## Démographie
Lors du recensement de 2010, la ville comptait une population de 1 508 habitants. Elle est également estimée, en 2016, à 1 451 habitants.

### Source de la traduction
- (en) Cet article est partiellement ou en totalité issu de l’article de Wikipédia en anglais intitulé « Rotan, Texas » (voir la liste des auteurs).